# Handfackel

Eine Handfackel

Eine Handfackel, auch Seenotfackel genannt, ist ein als pyrotechnisches Signalmittel verwendetes bengalisches Feuer.

## Aufbau und Eigenschaften
Handfackeln sind dazu gedacht, mit Hilfe von pyrotechnischem Material eine möglichst hohe Leuchtkraft zu erzeugen, um Aufmerksamkeit zu erregen. Es finden pyrotechnische Sätze mit Magnesium Verwendung. Diese erzeugen extrem hohe Lichtstärken von über 2500 Candela. Die Handfackeln bestehen aus einem mit Magnesium gefüllten Metallrohr, das meist über einen hitzebeständigen Kunststoffgriff verfügt. Die Zündung erfolgt über einen Schlag- oder Reißzünder. Die Brenndauer variiert je nach Modell zwischen einer und 15 Minuten bei Temperaturen von über 2.000 °C. Handfackeln sind hauptsächlich in den Farben rot und weiß erhältlich.

## Gefahren
Handfackeln sind durchaus gefährlich, da sie sehr heiß brennen und nicht mit Wasser zu löschen sind. Löschmöglichkeiten sind Sand, Metallbrandpulver sowie Löschmittel auf Gelbasis. Auch sollte nicht direkt in das Licht der Handfackel geblickt werden, da die Helligkeit die Netzhaut schädigen könnte.
Brennende Handfackeln sollten immer in die dem Wind abgekehrte Richtung gehalten werden, damit der Abbrand keine Schäden am Körper verursachen kann. Auf See sollten sie auch immer über Wasser gehalten werden, damit keine Schäden an Gegenständen an Bord entstehen und man sie ggf. schnell im Wasser versenken kann.
Für weitere Informationen siehe Artikel: bengalisches Feuer

## Verwendung

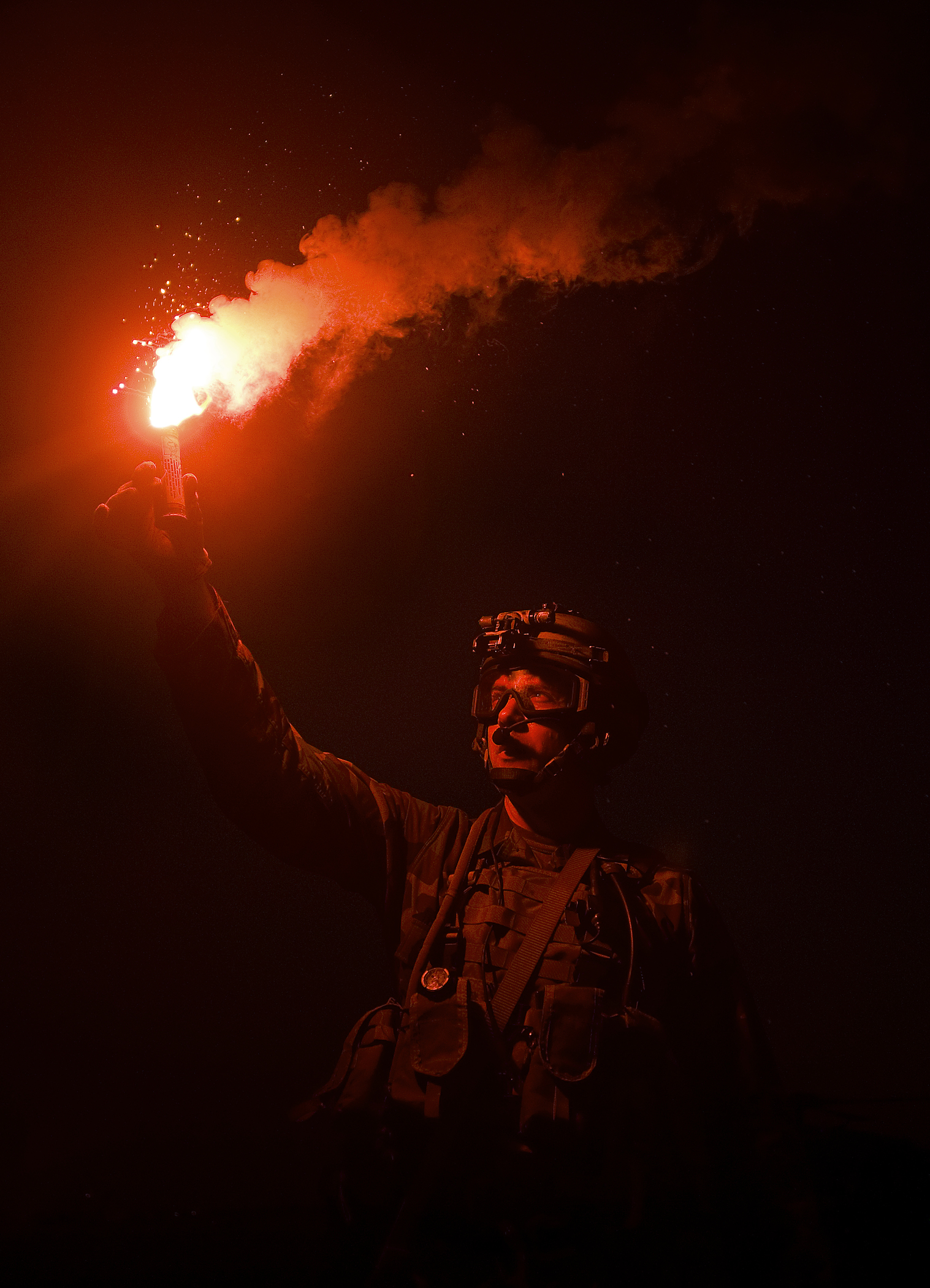
Während einer Rettungsübung wird einem Hubschrauberpiloten die Position signalisiert

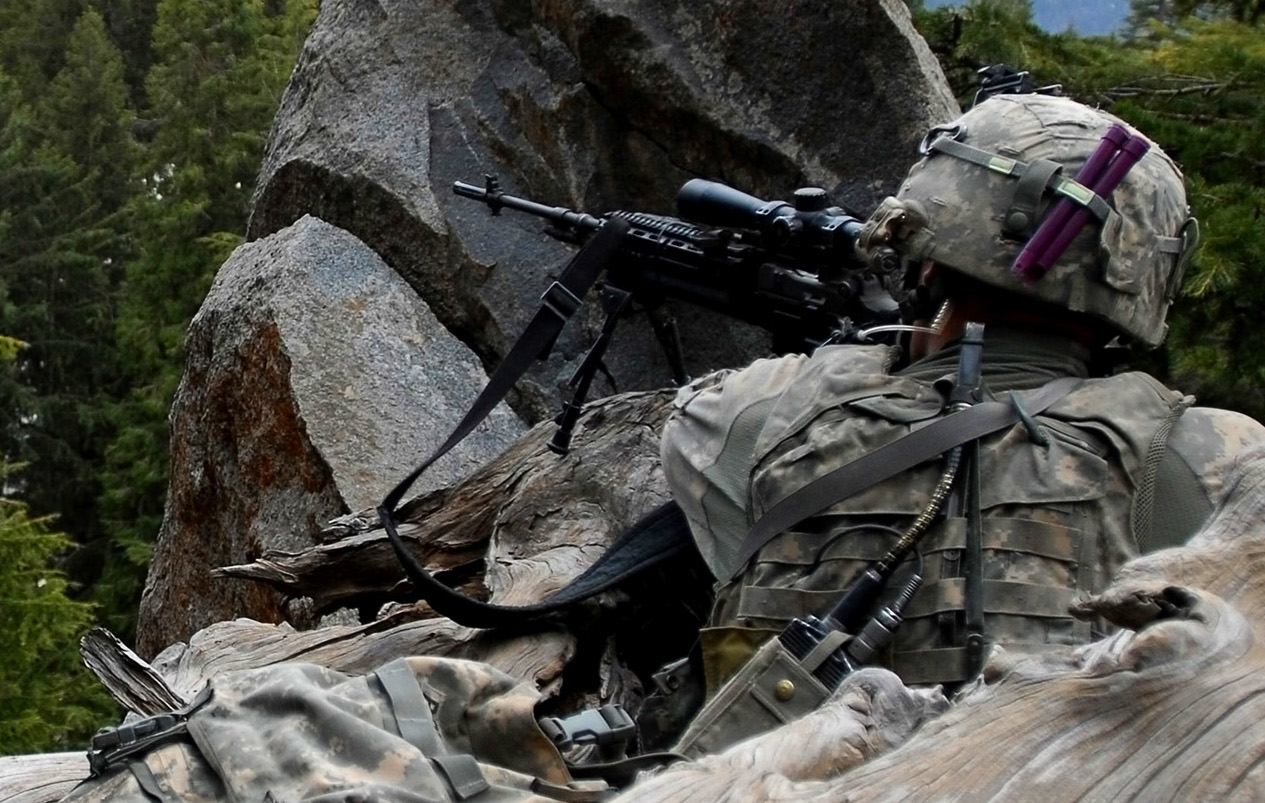
Handfackeln als Teil der persönlichen Gefechtsausrüstung eines US-Soldaten

Handfackeln dienen vorwiegend als Signalmittel für Notfälle. Mitgeführt werden sie dazu vor allem in der Schifffahrt als Seenotsignal.
Genutzt wird diese Art Fackel in seltenen Fällen auch zur Beleuchtung bei Taucheinsätzen, in denen Tiefen erreicht werden, die gewöhnliche Unterwasserscheinwerfer zerstören würden. Dies ist möglich, da das unedle Magnesium Oxide aus der Umgebung (Wasser, Stickoxid, Kohlenstoffoxide) aufspalten kann und für die eigene Verbrennung nutzt. Das dadurch entstehende Magnesiumoxid trübt allerdings relativ schnell das umgebende Wasser ein.
Mediale Aufmerksamkeit erlangt immer wieder das Zünden von Handfackeln bei Sportveranstaltungen, vor allem im Fußball, als bengalische Feuer.

## Gesetzeslage in Deutschland
Handfackeln unterliegen dem Sprengstoffgesetz und sind der Unterklasse P1 zugeordnet. Das bedeutet, dass jede Person über 18 Jahren Handfackeln kaufen und besitzen darf.